# Kazan'in Masanaga
Kazan'in Masanaga (花山院 政長?   1451 - 1525) fue un kugyō (cortesano japonés de clase alta) que vivió durante la era Muromachi. Fue miembro de la familia Kazan'in (derivado del clan Fujiwara) e hijo del cortesano Kazan'in Mochitada, pero adoptado por su hermano Kazan'in Sadatsugu.
En 1468 obtuvo el rango jusanmi que lo convirtió en cortesano de clase alta, y fue nombrado gonchūnagon en 1470. En 1472 fue promovido al rango shōsanmi, en 1476 fue nombrado gondainagon, y luego promovido al rango junii en 1479 y shōnii en 1485.
Entre 1485 y 1486 ocupó el cargo de naidaijin, fue ascendido a udaijin entre 1487 y 1490, y avanzó a ser sadaijin entre 1493 y 1496. En 1488 fue ascendido al rango juichii y entre 1518 y 1521 fue nombrado Daijō Daijin (Canciller del Reino).
En 1525 abandonó su vida como cortesano y se convirtió en monje budista (shukke), falleciendo en el mismo año. Tuvo como hijo al cortesano Kazan'in Tadasuke.